# Lee Sogn
Lee Sogn er et sogn i Viborg Østre Provsti (Viborg Stift).
I 1800-tallet var Lee Sogn og Hjorthede Sogn annekser til Hjermind Sogn. Alle 3 sogne hørte til Middelsom Herred i Viborg Amt. Hjermind-Lee-Hjorthede sognekommune gik i begyndelsen af 1950'erne ind i den nyoprettede Bjerringbro sognekommune. Den blev ved kommunalreformen i 1970 kernen i Bjerringbro Kommune, som ved strukturreformen i 2007 blev indlemmet i Viborg Kommune.
I Lee Sogn ligger Lee Kirke og hovedgården Himmestrup.
I sognet findes følgende autoriserede stednavne:
- Fruegårde (bebyggelse)
- Knebberhede (bebyggelse)
- Krog (bebyggelse)
- Krogstederne (bebyggelse)
- Lee (bebyggelse, ejerlav)
- Mangehøje (bebyggelse)
- Nørre Tulstrup (bebyggelse, ejerlav)